# 종말론

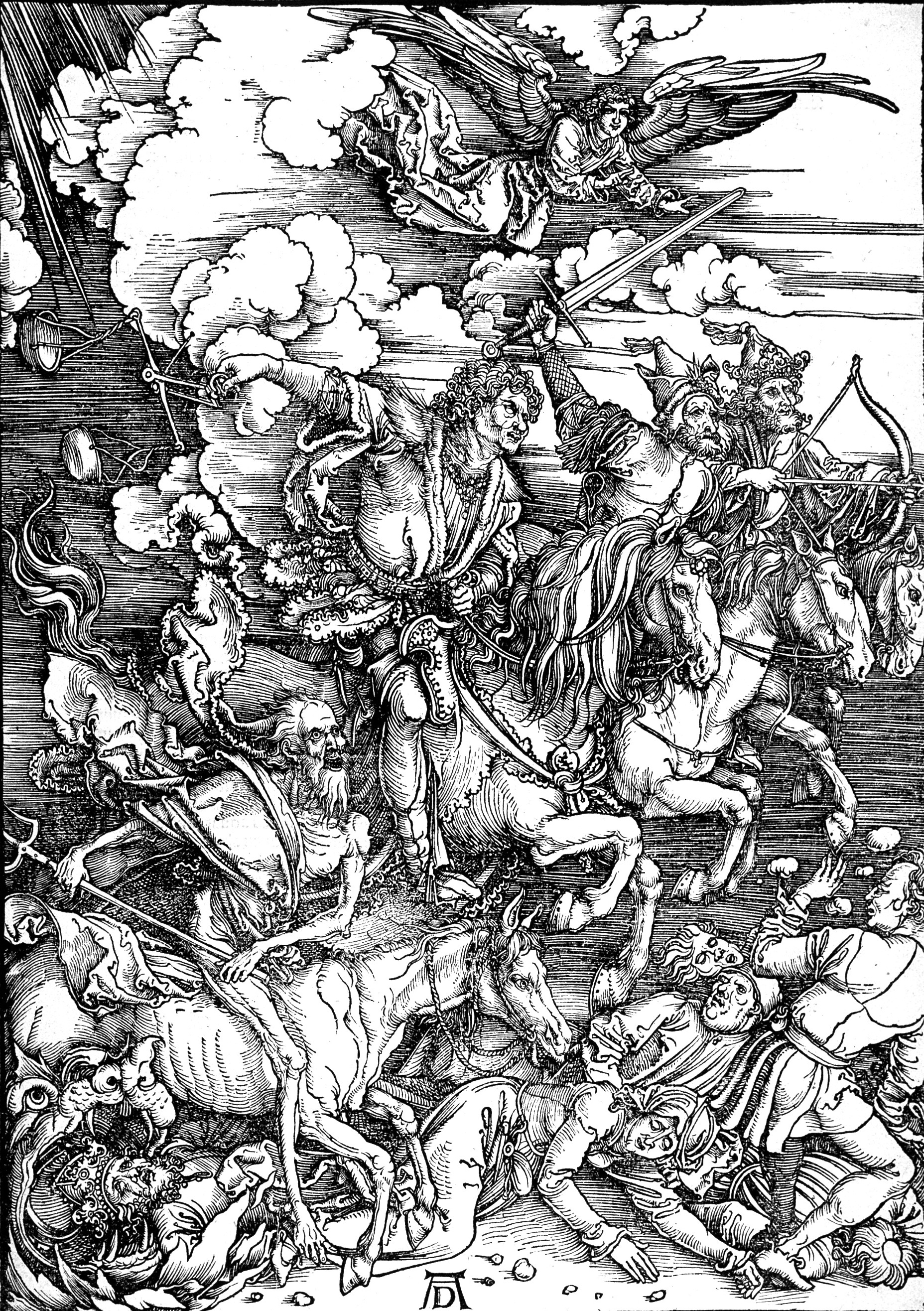

종말론(終末論, 그리스어: ἔσχατος, 영어: eschatology)은 인류의 역사에서 마지막으로 일어날 사건이나 우주의 마지막에 대한 신학적 이론이다.

## 기독교 종말론
신약성서의 마태복음서 24장에서는 예수가 세상의 마지막에 대해 (말세) 언급한 내용을 통해 상세하게 나타나 있으며, 조직신학의 한 부분으로 개인의 죽음과 인류의 최후의 심판에 대한 내용을 다룬다. 부활 승천한 예수 그리스도가 마지막 때에 다시 재림하는 것이 기독교에서 종말론의 중심이다.
구약에서 내세사상(來世思想)은 신약처럼 충분하게 계시되지 않았지만 전혀없는것은 아니었다. 기원전 3세기 이후의 세레우코스가(家) 통치시대에 이르러 강압적인 헬레니즘화 정책으로 신전조차 그리스 사람들의 약탈 대상이 되는 등 역경에 처하게 되었고, 다른 한편으로는 페르시아와 그리스로부터 온 사상의 영향으로 부활·천사·사탄 등의 새로운 사상이 도입되면서 〈욥기〉·〈전도서〉 등에 보이는 회의사상(懷疑思想)과 페시미즘, 〈시편〉에 나오는 여러 탄식의 노래, 처세술을 가르친 〈잠언〉 등의 지혜문학(智慧文學)과 함께 종말사상(終末思想)이 등장하였다고 추측하기도 한다. 불우한 처지에 놓이게 된 유태교도의 현실에 외래사상의 영향을 받아 내세사상이 생겨났다는 것이다. 이는 현세에 대한 신의 최후의 심판이 내리고 유태의 구세주 메시아가 나타나 하느님이 지배하는 세계가 오리라는 사상이다.
이러한 메시아관(觀)은 실제에 있어 메시아 운동으로 나타나서 반(反) 그리스 전쟁을 일으키게 하였다. 기원전 168년에 마카비가(家)의 반 그리스 전쟁이 일어나 기원전 141년에 독립을 이루고 하스몬 왕조가 성립되었으나 히르카누스(재위 BC 135 ~ BC 104)를 제외하고는 모두 약체를 면치 못하고 기원전 63년 로마에 정복당하고 말았다. 그 후에도 메시아 운동은 종종 일어났으나 기원후 66년에 있었던 반란은 로마에 의하여 진압되고 이때에 예루살렘의 신전이 파괴되었으며 유태인들은 세계 각지로 분산되었다.

## 종말론이 예언한 연도

### 2032년 종말론
- 화성 충돌설 : 세차 운동에 의해 화성이 가까워 지면서 달과 퉁돌설

### 2060년경 종말론
- 아이작 뉴턴의 예언을 해석해 보면 종말의 해는 5000년

### 2100년 종말론
- 해수면이 올라와서 지구가 물에 잠겨서 멸망한다는 내용

## 같이 보기
- 종말론 (배화교)
- 신사도적 개혁
- 기독교 종말론
  - 휴거
  - 전천년설
  - 후천년설
  - 무천년설
  - 세대주의
  - 미래 종말론
  - 실현된 종말론
  - 철저한 종말론
  - 시작된 종말론

## 참고 자료
- 이 문서에는 다음커뮤니케이션(현 카카오)에서 GFDL 또는 CC-SA 라이선스로 배포한 글로벌 세계대백과사전의 내용을 기초로 작성된 글이 포함되어 있습니다.